# Bistrica (Zenica, BiH)
Bistrica je naseljeno mjesto u gradu Zenici, Federacija Bosne i Hercegovine, BiH.

## Stanovništvo

### 1991.
Nacionalni sastav stanovništva 1991. godine, bio je sljedeći:
ukupno: 526
- Muslimani - 519 (98,66%)
- Jugoslaveni - 2 (0,38%)
- ostali, neopredijeljeni i nepoznato - 5 (0,96%)

### 2013.
Nacionalni sastav stanovništva 2013. godine, bio je sljedeći:
ukupno: 585
- Bošnjaci - 582 (99,49%)
- ostali, neopredijeljeni i nepoznato - 3 (0,51%)

## Vanjske poveznice
- Satelitska snimka  Arhivirana inačica izvorne stranice od 14. veljače 2021. (Wayback Machine)